# Alexandra Hedison
Alexandra Hedison, née le 10 juillet 1969, est une photographe et ancienne actrice américaine.

## Biographie
Fille de l'acteur David Hedison et de l'actrice Bridget Hedison, Alexandra Hedison a elle-même une carrière de comédienne avant de se consacrer à la photographie.

## Vie privée
Alexandra Hedison est la compagne de l'animatrice télé Ellen DeGeneres de 2001 à 2004. Elle épouse, en 2014, Jodie Foster.

## Filmographie

### Cinéma
Court métrage
- 2005 : In The Dog House : voix de Maggie

Longs métrages
- 1999 : Standing on Fishes : petite amie de Jason
- 1996 : Sombres Soupçons (The Rich Man's Wife) : Party Guest
- 1994 : The Hard Truth : réceptionniste
- 1994 : Sleep with Me : actrice brune

### Télévision
Téléfilms
- 1998 : Écran noir à la tour de contrôle (Blackout Affect) : Catherine Parmel
- 1995 : Les Aventuriers de la vallée sacrée (Max is Missing) : Rebecca
- 1995 : OP Center : C-5 Tech #1

Séries télévisées
- 2006 - 2009 : The L Word (14 épisodes) : Dylan Moreland
- 2000 : Diagnostic : Meurtre (Diagnosis Murder) (saison 7, épisode 20 : L'Arme à gauche) : lieutenant Jean Romanski
- 2000 : Nash Bridges (saison 5, épisode 12 : Trafic de femmes) : agent spécial Victoria Trachsel
- 1999 : Sept jours pour agir (Seven Days) (saison 1, épisode 15 : Mission confidentielle) : premier lieutenant Sally Bensen
- 1998 : Prey (7 épisodes) : patron de Attwood
- 1998 : Any Day Now (saison 1, épisode 11 : It's Who You Sleep With) : Rhonda
- 1997 - 1998 : Night Man : Jennifer Parks
  - (saison 1, épisode 07 : Chrome)
  - (saison 1, épisode 17 : Chrome II)
- 1996 - 1997 : L.A. Firefighters (13 épisodes) : pompier Kay Rizzo
- 1996 : Les Dessous de Palm Beach (Silk Stalkings) (saison 5, épisode 14 : Dites-le avec des fleurs) : Julie
- 1996 : Melrose Place (saison 4, épisode 03 : Ambition aveugle) : Dr Reshay
- 1996 : Champs (saison 1, épisode 09 : Home Alone) : femme dans le café
- 1994 : Loïs et Clark : Les Nouvelles Aventures de Superman (Lois & Clark: The New Adventures of Superman) (saison 1, épisode 20 : Huis Clos) : Remy